# Église Saint-André de Blanzay-sur-Boutonne
L'église Saint-André est une église située à Blanzay-sur-Boutonne, dans le département français de la Charente-Maritime en région Nouvelle-Aquitaine.

## Historique
L'église est inscrite au titre des monuments historiques par arrêté du 22 août 1949.

## Galerie

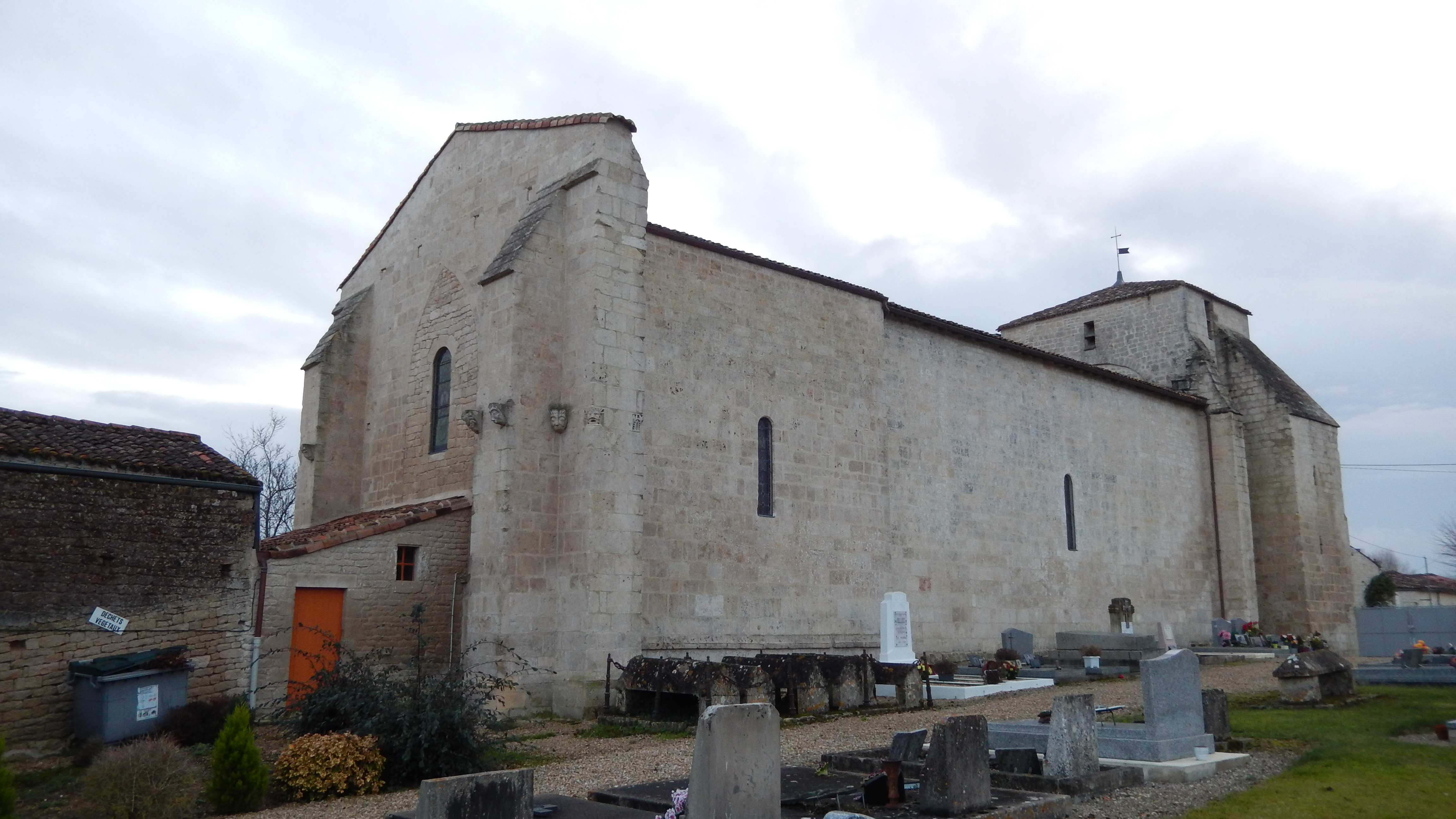
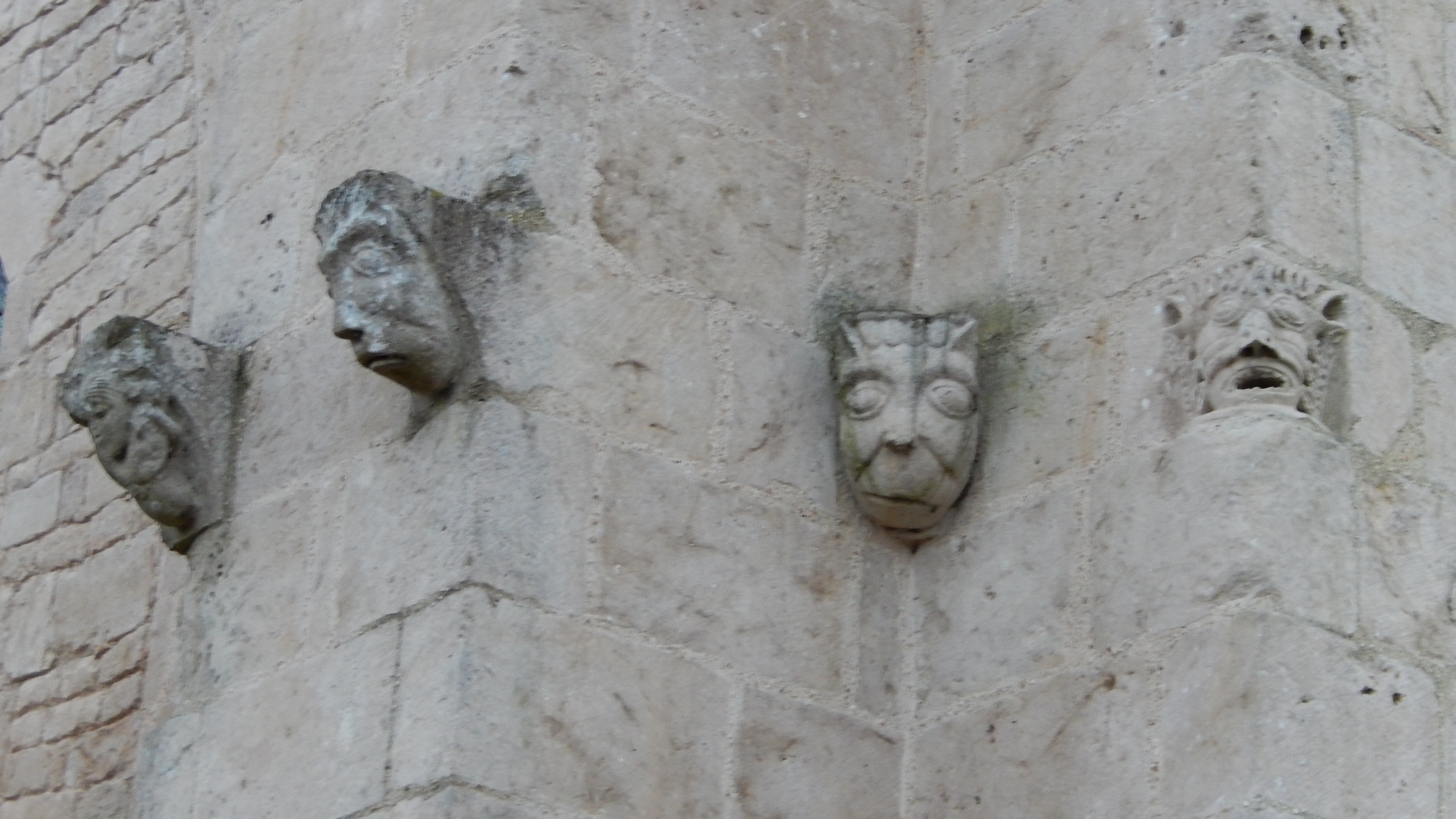